# Bitstamp
Bitstamp ist eine Börse für Kryptowährungen mit Sitz in Luxemburg und London.

## Geschichte
Bitstamp wurde im Herbst 2011 von Nejc Kodrič und Damijan Merlak in Slowenien gegründet. Die Gründer gaben an, mit Bitstamp eine europäische Alternative zur damals dominanten Kryptobörse Mt. Gox zu bieten.
Im April 2013 wurde der Sitz wegen politischer und wirtschaftlicher Spannungen in Slowenien nach London verlegt. Bitstamp ist in London als Limited company eingetragen. Der Unternehmenszweck liegt auf Handel (exchange). Bitstamp konzentriert sich auf den Handel mit Kryptowährungen statt auf klassische Bankdienstleistungen wie Kontoführung oder Kreditvergabe. Deshalb fällt das Unternehmen in Großbritannien derzeit nicht unter die Kontrolle durch die britische Bankenaufsicht Financial Conduct Authority.
Im Februar 2014 war Bitstamp Opfer einer DDos-Attacke und musste den Handel mehrere Tage unterbrechen.
Im Januar 2015 erbeuteten Hacker 19.000 Bitcoin von Bitstamp-Kunden. Die Bitcoin hatten zum Zeitpunkt des Hacks einen Wert von unter 5 Millionen Euro.
Seit April 2016 hat Bitstamp einen Zweitsitz in Luxemburg. In Luxemburg ist das Unternehmen als Europäische Gesellschaft eingetragen. Vom luxemburgischen Finanzministerium erhielt das Unternehmen eine Lizenz im gesamten EU-Raum als Finanzdienstleister (payment institution) aufzutreten.
Gegen Ende 2019 soll es möglich sein, auf Bitstamp neben Euro und Dollar auch Einzahlungen in britischem Pfund vorzunehmen.

## Funktionsweise
Bitstamp ermöglicht die Einzahlung von Euro und Dollar auf ein Bankkonto bei der slowenischen Gorenjska Bank. Mit dem eingezahlten Geld können Kunden Bitcoin, Ether, XRP, Litecoin und Bitcoin Cash kaufen. Wie bei Online-Brokern für Aktien können Kunden Orderzusätze hinsichtlich Dauer und Kurshöhe anbringen.
Zur Bekämpfung von Geldwäsche müssen Kunden eine Anmeldung nach dem Know-your-customer-Prinzip durchlaufen. Zur Sicherung von Kundeneinlagen ist bei Auszahlungen von Kryptowährungen und Fiatwährungen zudem eine Zwei-Faktor-Authentifizierung vorgeschrieben.